# Chorina
Chorina es un género de escarabajos  de la familia Chrysomelidae. En 1866 Baly describió el género. Contiene las siguientes especies:
- Chorina cincta (Clark, 1865)
- Chorina fasciata Weise, 1921
- Chorina obliquenotata (Clark, 1865)